# Imbrien inférieur
Selon l'échelle des temps géologiques lunaires, l'époque de l'imbrien inférieur débute il y a environ 3 850 millions d'années et se termine 50 millions d'années plus tard. Cette période chevauche le Grand bombardement tardif de notre Système solaire. L'impact à l'origine de la Mare Imbrium est survenu au début de cette époque. Les autres bassins présents sur la face visible de la Lune, notamment Crisium, Tranquillitatis, Serenitatis, Fecunditatis et  Procellarum, se sont également formés durant cette période. Ces bassins se sont remplis de basalte durant la période de l'Imbrien supérieur qui suit. L'Imbrien inférieur est précédée par le Nectarien.